# Sandro Gerbi

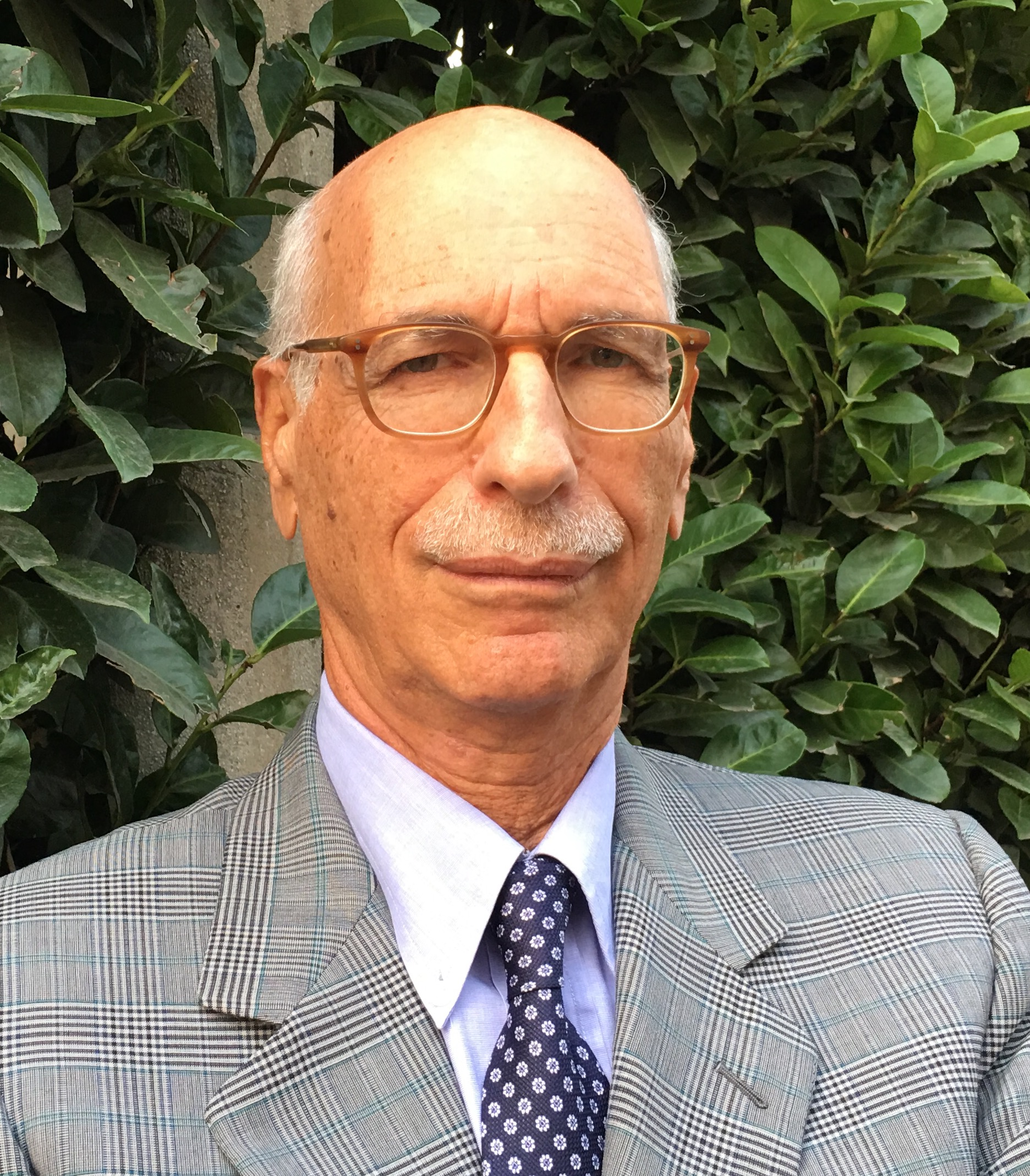
Sandro Gerbi

Alessandro Gerbi, conosciuto come Sandro (Lima, 31 ottobre 1943), è un giornalista, storico e saggista italiano, studioso di storia contemporanea.

## Biografia
Nasce in Perù dove il padre Antonello (1904-1976), capo dell’Ufficio studi della Banca Commerciale Italiana, era stato trasferito nel 1938 da Raffaele Mattioli per sottrarlo alle «leggi razziali». A Lima Antonello sposa nel 1940 la fidanzata viennese, Herma Schimmerling (1912-2012), da cui avrà due figli: Daniele (n. 1941) e Sandro. La famiglia al completo rientra nella primavera del 1948 a Milano, città in cui Sandro compie gli studi secondari e superiori (liceo classico «Manzoni»), fino alla laurea in Giurisprudenza alla «Statale» nel 1967 (relatore Cesare Grassetti).
Lavora per un anno (1968) alla Banca Italo-Israeliana, trascorrendo poi 6 mesi negli Stati Uniti (Olivetti Underwood, New York, e Southern Methodist University, Dallas). Alla fine del 1969 è assunto dallo studio di agenti di cambio Scandellari-Ventura-Lanella, in qualità di assistente di Renato Cantoni (1916-1987), giornalista ed esperto finanziario associato allo stesso studio. Cantoni, che collabora al «Sole 24 Ore» e alla «Stampa», lo introduce nel mondo giornalistico.
Grazie a Cantoni, nel 1971 inizia a scrivere articoli di attualità di Borsa sul «Mondo» di Arrigo Benedetti, continuando fino al 1975. Sempre in qualità di commentatore finanziario, tra il 1976 e il 1978 interviene regolarmente alle trasmissioni del «GR1», diretto da Sergio Zavoli. Nel 1977 è assunto come redattore al «Giorno» dove rimane un anno e mezzo e diventa giornalista professionista. Lasciato il posto fisso al «Giorno», svolge da allora un’intensa attività pubblicistica, sempre come free-lance. Oltre a collaborare con varie testate, anche britanniche, a) continua a scrivere sul «Giorno» per circa 15 anni il commento settimanale di Borsa; b) fonda e dirige dal 1978 al 1987 la «lettera SIGE», una newsletter mensile dedicata ai mercati monetario e obbligazionario (organo dell’omonima società del gruppo IMI amministrata da Gianmario Roveraro).
Nel 1990 la svolta professionale più importante. Abbandona infatti, nell’attività giornalistica, i temi finanziari e si dedica alla storia contemporanea, interesse fino a quel momento rimasto sotto traccia. Dopo aver letto un suo saggio su Roberto S. Lopez e la «Voce dell’America», Gaetano Scardocchia, direttore della «Stampa», lo invita a scrivere sulle pagine culturali del quotidiano torinese. Nel 1992, su proposta del direttore Paolo Mieli, passa al «Corriere della Sera», fino al 2000. Seguono 9 anni di collaborazione al «Domenicale» del «Sole-24 Ore», guidato da Riccardo Chiaberge. Infine, altri 3 anni al «Corriere». Dal 2012 interrompe definitivamente il lavoro giornalistico, per dedicarsi alla produzione di libri. Aveva cominciato trent’anni prima curando – auspici Franco Venturi e Mario Einaudi – la nuova edizione del più noto studio del padre Antonello, La disputa del Nuovo Mondo (Ricciardi, 19832; Adelphi, 20003), sotto la guida di Gianni Antonini, direttore editoriale della Ricciardi. In seguito curerà altri volumi del padre, monografie o raccolte di scritti (vedi sotto).
La produzione di testi propri – iniziata molto tardi, all’età di 55 anni – si caratterizza per le ampie ricerche archivistiche sottostanti e l’attenzione alla qualità della scrittura. Predilige i saggi biografici, talvolta le biografie parallele. Ha un interesse particolare per il fascismo, per la storia dei media e per il problema dei rapporti fra intellettuali e potere, specie in tempi di dittatura. Non disdegna gli antichi amori, come la storia economica e finanziaria.
Con Einaudi ha pubblicato: nel 1999 Tempi di malafede (Premio Comisso 2000), storia della contrastata amicizia tra lo scrittore Guido Piovene e il filosofo antifascista Eugenio Colorni; nel 2002 Raffaele Mattioli e il filosofo domato (il «filosofo domato» è Antonello Gerbi); nel 2006 e 2009, con Raffaele Liucci, la biografia in due volumi di Indro Montanelli; infine nel 2011 il saggio Mattioli e Cuccia. Due banchieri del Novecento.
Con Hoepli ha pubblicato: nel 2013, Giovanni Enriques, dalla Olivetti alla Zanichelli (premio Biella 2014); nel 2016 I Cosattini. Una famiglia antifascista di Udine (Premio Matteotti per la saggistica 2017). Sempre da Hoepli sono uscite alcune riedizioni, riviste e corrette, di suoi libri precedenti: nel 2012 Tempi di malafede; nel 2014 la biografia di Montanelli (con Liucci) in un unico volume; nel 2017 Raffaele Mattioli e il filosofo domato.
Ha scritto nel 2009 una biografia del banchiere Antonio Foglia (1891-1957), in edizione non venale. Ha curato, da solo o con altri, diversi volumi per l’editore Nino Aragno (opere di Enzo Forcella, Alessandro Galante Garrone, Orio Vergani, Bruno Visentini, Antonello Gerbi, Enrico Cuccia, Paolo Baffi, Guido Piovene, Giovanni Malagodi, oltre a una raccolta di saggi su Giorgio Ambrosoli).
La rivista «Belfagor» ha ospitato vari suoi saggi tra il 1991 e il 2006.
È autore di una decina di voci del Dizionario del fascismo in due tomi (Einaudi, 2002 e 2003), a cura di Victoria De Grazia e Sergio Luzzatto.
La sua ricerca autobiografica sulla secolarizzazione della famiglia Gerbi ha portato nel 2019 alla pubblicazione con Hoepli del libro Ebrei riluttanti, che nel 2020 è stato tradotto in inglese (Reluctant Jews, Centro Primo Levi Editions, New York).
Nel settembre del 2021 ha pubblicato con Neri Pozza il saggio La voce d’oro di Mussolini. Storia di Lisa Sergio, la donna che visse tre volte.
Nell’ottobre del 2022 sono uscite a sua cura alcune lettere del pediatra milanese Willy Schwarz: Mio amatissimo fratello. Fuga da Milano (1943-1945), Edizioni Casagrande, Bellinzona.
Il selvaggio dell’Orinoco sulle orme del padre è stato pubblicato da Hoepli nel gennaio 2023. Si tratta del secondo libro autobiografico di G., dopo Ebrei riluttanti. In questo volume l’autore racconta in che modo si è occupato di valorizzare l’opera del padre Antonello, a partire dalla sua morte nel 1976. 
Dal 1983 è sposato con Margherita Dezi, abruzzese, ex insegnante. Ha due figli: Martina (n. 1984), ballerina classica e modella fotografica, e Antonello (n. 1988), ingegnere matematico, PhD in matematica all’École Politechnique Fédérale di Losanna.

## Opere
- Tempi di malafede. Una storia italiana tra fascismo e dopoguerra. Guido Piovene ed Eugenio Colorni, Einaudi, Torino, 1999 (nuova ed. Hoepli, Milano, 2012)
- Raffaele Mattioli e il filosofo domato, Einaudi, Torino, 2002 (nuova ed. Hoepli, Milano, 2017)
- con Raffaele Liucci: Lo stregone. La prima vita di Indro Montanelli, Einaudi, Torino, 2006
- con Raffaele Liucci: Montanelli, l’anarchico borghese, Einaudi, Torino, 2009 (nuova ed. in unico volume, comprendente il precedente, Indro Montanelli. Una biografia: 1909-2001, Hoepli, Milano, 2014)
- Antonio Foglia (1891-1957), Milano, 2009 (ed. fuori commercio)
- Mattioli e Cuccia. Due banchieri del Novecento, Einaudi, Torino, 2011
- Giovanni Enriques, dalla Olivetti alla Zanichelli, Hoepli, Milano, 2013 (in allegato, un DVD di 103’ intitolato Giovanni Enriques, che seppe immaginare il futuro, per la regia di Luigi M. Faccini)
- I Cosattini. Una famiglia antifascista di Udine, Hoepli, Milano, 2016
- Ebrei riluttanti, Hoepli, Milano, 2019
- Reluctant Jews, translated by Jeremy Moyle, Centro Primo Levi Editions, New York, 2020, https://primolevicenter.org/reluctant-jews
- La voce d’oro di Mussolini. Storia di Lisa Sergio, la donna che visse tre volte, Neri Pozza, Vicenza, 2021
- Il selvaggio dell’Orinoco sulle orme del padre, Hoepli, Milano, 2023

### Scritti di Antonello Gerbi curati da Sandro Gerbi
- La disputa del Nuovo Mondo. Storia di una polemica (1750-1900), con un ritratto di A. Gerbi scritto da Piero Treves e bibliografia dell’autore, Ricciardi, Milano-Napoli, 19832 (nuova ed. Adelphi, con un saggio di Antonio Melis, Adelphi, Milano, 20003).
- Il mito del Perù, Franco Angeli, Milano, 1988
- Germania e dintorni (1929-1933), Ricciardi, Milano-Napoli, 1993.
- Il Perù, una storia sociale. Dalla Conquista alla seconda guerra mondiale, Franco Angeli, Milano 1994.
- Preferisco Charlot. Scritti sul cinema (1926-1933), a cura di Gian Piero Brunetta e S. Gerbi, Nino Aragno, Torino 2011.
- Il peccato di Adamo ed Eva. Storia della ipotesi di Beverland [1933], Adelphi, Milano 20112